# Sheevas 1-2-3 Il Dio Perduto di Ikaros
Sheevas 1-2-3 Il Dio Perduto di Ikaros (シーバス１-２-３?, Chivas 1-2-3) anche conosciuto come Sorcerer on the Rocks (妖術者 オンザロック?, Mahotsukai on za Rokku) è un manga, spin-off di Bakuretsu Hunter. Nel 1999 uscì un adattamento OAV di due episodi prodotto dallo studio Daume. 
In Italia il manga è rimasto inedito mentre la controparte animata è stata pubblicata dalla Yamato Video in VHS nel 2002.

## Trama
Nell'antichità, in un universo in cui esiste la magia, viveva un gruppo di coraggiosi individui conosciuti come i Cacciastregoni. Di animo puro e completamente devoti alla giustizia, il compito dei Cacciastregoni era di liberare il regno dai potenti stregoni e dalle demoniache creature che opprimevano il popolo e terrorizzavano la landa.
Tuttavia la serie segue le vicende dello spietato stregone Chivas Scotch, un cacciatore di taglie il cui lavoro è quello di eliminare potenti stregoni e creature demoniache, dietro un lauto compenso. Chivas viene assunto dal conte Cuttlefish, affinché distrugga un mostro che sta terrorizzando un vicino villaggio. Tuttavia le cose non vanno come dovrebbero, e per salvarsi Chivas è costretto a trasferire il proprio spirito in quello della sua bellissima serva Gin Fizz.

## Volumi
| Nº | Data di prima pubblicazione | Data di prima pubblicazione | Data di prima pubblicazione |
| Nº | Giapponese                  | Giapponese                  |                             |
| -- | --------------------------- | --------------------------- | --------------------------- |
| 1  | 13 dicembre 1996            | ISBN 4-07-305515-1          |                             |
| 2  | 26 luglio 1997              | ISBN 4-07-306727-3          |                             |
| 3  | 27 gennaio 1998             | ISBN 4-07-307885-2          |                             |
| 4  | 27 agosto 1998              | ISBN 4-07-309714-8          |                             |
| 5  | 27 gennaio 1999             | ISBN 4-07-311013-6          |                             |
| 6  | 26 giugno 1999              | ISBN 4-8402-1228-7          |                             |
| 7  | 16 dicembre 1999            | ISBN 4-8402-1401-8          |                             |

## Episodi
| Nº | Titolo italiano Giapponese 「Kanji」 - Rōmaji                                                                  | Prima edizione    | Prima edizione |
| Nº | Titolo italiano Giapponese 「Kanji」 - Rōmaji                                                                  | Giapponese        | Italiano       |
| 1  | Il mio padrone è malvagio e perverso 「ご主人樣は超外道、の巻」 - Goshujin-sama wa chō gedō, no maki           | 21 agosto 1999    | 2002           |
| 2  | Anche la vergine sacra è malvagia e perversa 「聖なる乙女も超外道、の巻」 - Seinaru otome mo chō gedō, no maki | 21 settembre 1999 | 2002           |

## Personaggi e doppiatori
- Chivas Scotch

Doppiato da: Kazuki Yao (ed. giapponese), Davide Lepore (ed. italiana)
- Gin Fizz

Doppiata da: Yuka Imai (ed. giapponese), Rachele Paolelli (ed. italiana)
- Chivas Fizz

Doppiata da: Chinami Nishimura (ed. giapponese), ? (ed. italiana)
- Kiss il lupo mannaro

Doppiata da: Chinami Nishimura (ed. giapponese), Ilaria Latini (ed. italiana)
- Genmi

Doppiato da: Nobutoshi Hayashi (ed. giapponese), Fabrizio Vidale (ed. italiana)
- Million Dollar

Doppiata da: Fujiko Takimoto (ed. giapponese), Francesca Guadagno (ed. italiana)
- Conte Cuttlefish

Doppiato da: Katsutoshi Hoki (ed. giapponese), Michele Kalamera (ed. italiana)
- Meru

Doppiata da: Yuri Shiratori (ed. giapponese), Letizia Ciampa (ed. italiana)
- Taru

Doppiata da: Ayako Kawasumi (ed. giapponese), Veronica Puccio (ed. italiana)
- Icarus

Doppiato da: Jūrōta Kosugi (ed. giapponese), Pierluigi Astore (ed. italiana)

## Colonna sonora
Sigla di apertura
- Shoot! Love Hunter cantata da Mari Sasaki

Sigla di chiusura
- My First Wonder Sensation cantata da Anri Minowa